# Matatiele
Matatiele es un municipio de la provincia de Cabo Oriental en Sudáfrica, con una población estimada en marzo de 2016 de 219 477 habitantes.
Se encuentra al este de la provincia, junto a la frontera con Lesoto y con la provincia de KwaZulu-Natal. 